# Чемпионат России по тайскому боксу 2023
Чемпионат России по тайскому боксу 2023 года среди мужчин и женщин (17 — 40 лет) проходил с 13 по 20 марта во дворце спорта имени Ромазана в Магнитогорске. Команды расположились в санатории «Юбилейный», взвешивание проходило в санатории Парус №3. 

## Медалисты

### Мужчины
| Весовая категория | Золото                                  | Серебро                                      | Бронза                                                                        |
| ----------------- | --------------------------------------- | -------------------------------------------- | ----------------------------------------------------------------------------- |
| до 48 кг          | Ренат Сулейманов · Иркутская область    | Масис Акобян · Краснодарский край            | Амурлен Тугуров · Кемеровская область Хошимджон Каримов · Челябинская область |
| до 51 кг          | Овсеп Асланян · Новосибирская область   | Кирилл Чижик · Краснодарский край            | Владислав Воробьев · Нижегородская область Василий Иванов · Пермский край     |
| до 54 кг          | Салават Исаев · Кемеровская область     | Имам Гаджиев · Дагестан                      | Магомедкамиль Магомедбаширов · Дагестан Эдуард Шогенов · Санкт-Петербург      |
| до 57 кг          | Александр Абрамов · Кемеровская область | Егор Бикрев · Кемеровская область            | Александр Глаголев · Челябинская область Рауль Закарян · Краснодарский край   |
| до 60 кг          | Асадула Имангазалиев · Дагестан         | Мажид Темаев · Дагестан                      | Давид Шумайлов · Краснодарский край Юрий Лисой · Мурманская область           |
| до 63,5 кг        | Айк Бегян · Нижегородская область       | Гусейн Алиев · Дагестан                      | Максим Мясников · Кемеровская область Игорь Болгарский · Челябинская область  |
| до 67 кг          | Кирилл Хомутов · Кемеровская область    | Махмуд Мирзабеков · Дагестан                 | Савелий Дорогавцев · Новосибирская область Саян Арамхиев · Бурятия            |
| до 71 кг          | Константин Шахтарин · Пермский край     | Владимир Тулаев · Москва                     | Илья Баланов · Мурманская область Магомедрасул Магомедов · Дагестан           |
| до 75 кг          | Магомед Магомедов · Москва              | Александр Ульяницкий · Новосибирская область | Никита Максимец · Нижегородская область Кирилл Грибов · Нижегородская область |
| до 81 кг          | Даниил Чашин · Нижегородская область    | Сергей Рудецкий · Москва                     | Никита Минин · Москва Вадим Петрушев · Московская область                     |
| до 86 кг          | Эдуард Сайк · Кемеровская область       | Яхъя Ибрагимов · Дагестан                    | Али Алиев · Дагестан Никита Бесфамильный · Кемеровская область                |
| до 91 кг          | Гаджи Меджидов · Дагестан               | Игорь Екименко · Кемеровская область         | Устим Ханустранов · Дагестан Магомед Магомедов · Челябинская область          |
| свыше 91 кг       | Дмитрий Васенёв · Кемеровская область   | Иван Петренко · Свердловская область         | Николай Костин · Ростовская область Никита Яковлев · Забайкальский край       |

### Женщины
| Весовая категория | Золото                                                     | Серебро                                       | Бронза                                                                            |
| ----------------- | ---------------------------------------------------------- | --------------------------------------------- | --------------------------------------------------------------------------------- |
| до 45 кг          | Анастасия Колосова · Челябинская область                   | Вера Негодина · Челябинская область           | Алина Герасимова · Красноярский край Елизавета Заварзина · Кемеровская область    |
| до 48 кг          | Белла Дурандина · Омская область                           | Вера Санюкович · Кемеровская область          | Татьяна Петрова · Марий Эл Кристина Пургина · Красноярский край                   |
| до 51 кг          | Кристина Туманова · Москва                                 | Анна Сафеева · Москва                         | Виктория Шахмелян · Краснодарский край Дарья Ганзвинд · Кемеровская область       |
| до 54 кг          | Зарина Исламова · Башкортостан                             | Ольга Наумкина · Ленинградская область        | Яна Бавыкина · Челябинская область Алиса Тимошенко · Москва                       |
| до 57 кг          | Мария Климова · Москва                                     | Дарья Видягина · Кемеровская область          | Софья Сапрыкина · Краснодарский край Валерия Соломенникова · Астраханская область |
| до 60 кг          | Марина Беспалова · Санкт-Петербург                         | Екатерина Винникова · Московская область      | Вероника Лапшина · Московская область Елена Надолько · Башкортостан               |
| до 63,5 кг        | Анастасия Борисова · Москва                                | Елизавета Карартынян · Краснодарский край     | Анна Ефремова · Кемеровская область Анна Нестерова · Челябинская область          |
| до 67 кг          | Валерия Албул · Краснодарский край                         | Анастасия Непианиди · Калининградская область | Камилла Кравчук · Краснодарский край                                              |
| до 71 кг          | Екатерина Бежан · Ханты-Мансийский автономный округ — Югра | Юлия Шохина · Мурманская область              | Амина Рашиди · Краснодарский край                                                 |
| до 75 кг          | Ирина Ларионова · Московская область                       | Анастасия Липко · Москва                      |                                                                                   |